# Nawada (Distrikt)
Der Distrikt Nawada (Hindi नवादा जिला, Urdu نوادا ضلع) ist ein Distrikt im indischen Bundesstaat Bihar. Sitz der Verwaltung ist die Stadt Nawada.

## Lage

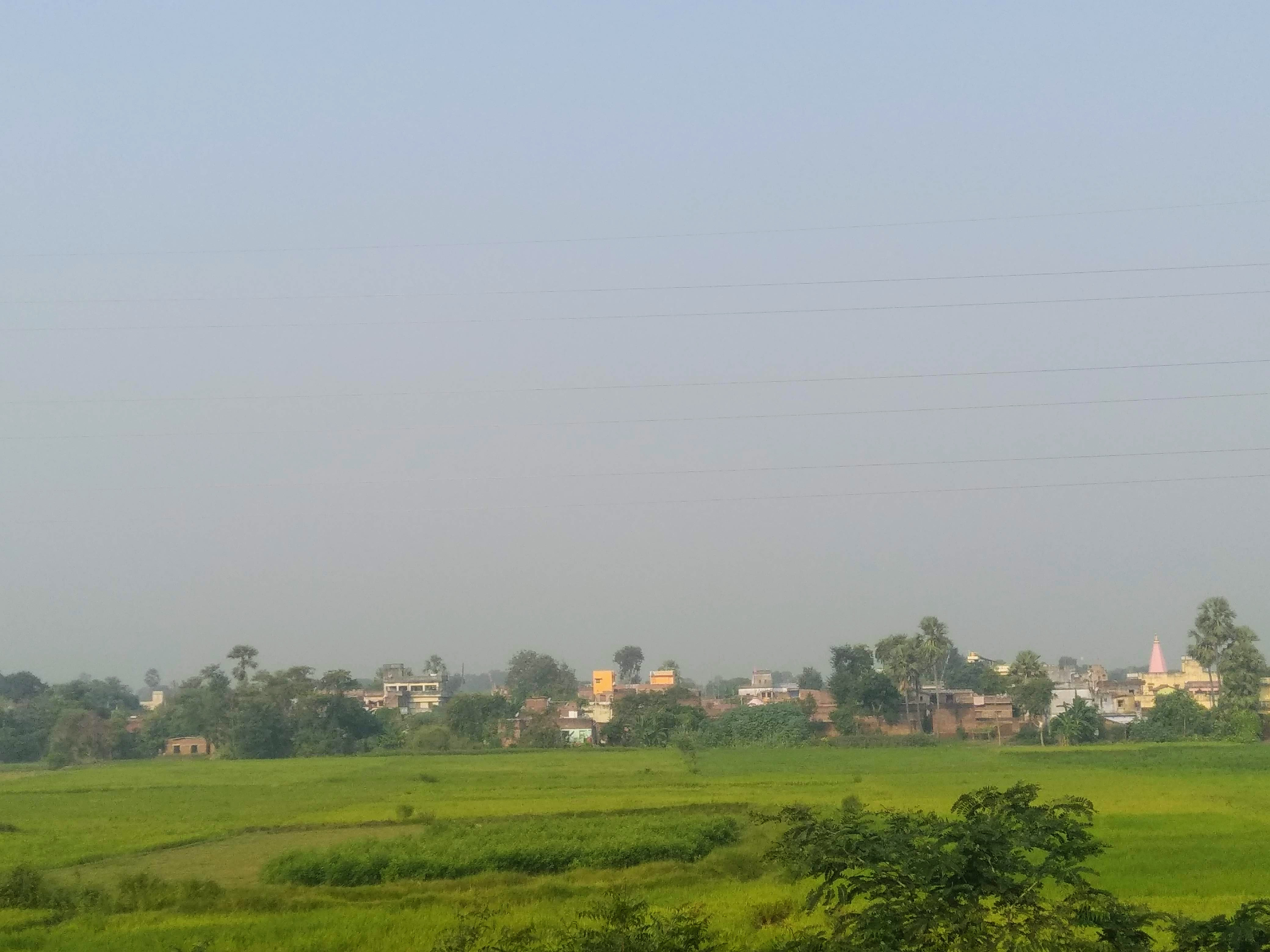
Dorf im Distrikt Nawada

Nawada liegt im Süden Bihars an der Grenze zum benachbarten Bundesstaat Jharkhand. Das Terrain entspricht einer Übergangszone zwischen der nördlich gelegenen Ganges-Tiefebene und dem südlich gelegenen Bergland von Jharkhand. Die wichtigsten, allerdings kleinen Fließgewässer sind (von West nach Ost) Panchane, Tilaiya, Dhanarii, und Sakri, die alle in Nord-Süd-Richtung fließen.
Das Klima im Distrikt ist von starken jahreszeitlichen Temperaturunterschieden geprägt. In den Wintermonaten liegt die Temperatur zwischen 4 und 16 °C und in den Sommermonaten kann sie bis auf 46 °C ansteigen. Während der anschließenden Periode des Südwestmonsuns, die meist von der dritten Juniwoche bis Ende September dauert, fällt die Maximaltemperatur auf etwa 35 °C. Der Jahresniederschlag liegt bei etwa 1000 mm.
Im Jahr 2011 war der Distrikt in die beiden Subdivisionen Nawada und Rajauli unterteilt.

## Geschichte
Der Distrikt entstand am 26. Januar 1973 aus Teilen des Distrikts Gaya. Schon seit dem Jahr 1845 war Nawada eine Subdivision des Distrikts Gaya gewesen.

## Bevölkerung
Die Einwohnerzahl lag bei der Volkszählung 2011 bei 2.219.146 (2011). Die Bevölkerungswachstumsrate im Zeitraum von 2001 bis 2011 war mit 22,63 % sehr hoch. Nawada hatte ein Geschlechterverhältnis von 939 Frauen pro 1000 Männer und damit einen deutlichen Männerüberschuss. Der Distrikt hatte eine Alphabetisierungsrate von 59,76 % im Jahr 2011, was einer Steigerung um knapp 13 Prozentpunkte gegenüber dem Jahr 2001 entsprach. Die Alphabetisierung lag damit unter dem Durchschnitt Bihars (61,8 %) und Indiens (74,0 %). Knapp 88,5 % der Bevölkerung waren Hindus und ca. 11,0 % waren Muslime.
9,7 % der Bevölkerung lebten 2011 in Städten. Die größte Agglomeration war Nawada mit 118.768 Einwohnern.

## Wirtschaft
Die Basis der Wirtschaft bildet die Landwirtschaft, in der etwa vier Fünftel der arbeitenden Bevölkerung beschäftigt sind. Die Haupternte wird während der Kharif-Saison überwiegend im Regenfeldbau eingebracht. es gibt keine größeren Industrien. Einige Steinbrüche und Reismühlen sind in Betrieb. Im Ort Kadirganj gibt es eine alte Tradition der Seidenverarbeitung in Heimarbeit.
Seit längerem existieren Planungen, beim Ort Rajauli ein 2000 bis 3000 MW-Kernkraftwerk zu errichten. Ein wesentliches Argument für diesen Standort war die Verfügbarkeit von Wasser aus den nahen Stauseen von Dharajay und Fulwaria.